# Урсмар
Урсмар (27 июля 644, Франция—18 апреля 713, Бельгия) — святой, странствующий епископ, первый настоятель монастыря Лобб. День памяти — 19 апреля.
Святой Урсмар был странствующим епископом, возможно, родом из Ирландии. Около 680 года майордомом франков Пиппином II он был поставлен первым настоятелем монастыря Лобб. С его именем также связывают создание бенедиктинского монастыря Оне и аббатства в Валлере. Житие святого было написано Херигером Лоббским.
Святой Урсмар умер в 713 году. Его преемником на посту настоятеля монастыря Лобб стал святой Эрмин.